# William Palacio
Pour les articles homonymes, voir Palacio.
Palacio  Navarro est un nom espagnol. Le premier nom de famille, en général paternel, est Palacio ; le second, en général maternel, souvent omis, est Navarro.
William de Jesús Palacio Navarro est un ancien coureur cycliste colombien, né le 27 mars 1965 à Cartago (département de la  Valle del Cauca).
Il deviendra professionnel en 1986 et le restera jusqu'en 1992. Il remporte une victoire dans la Dauphiné Libéré. 
N.B. : apparaît également dans les palmarès sous le nom de William Palacios, comme aux Jeux olympiques 1984 ou au Tour de l'Avenir 1985.

## Équipes[1]
- 1986 :  Café de Colombia - Piles Varta
- 1987 :  Piles Varta - Café de Colombia
- 1988 :  Reynolds - Reynolon - Pinarello
- 1989 :  Reynolds - Banesto
- 1990 :  Postobón Manzana - Ryalcao
- 1991 :  Postobón Manzana
- 1992 :  Postobón Manzana - Ryalcao

## Palmarès
- 1985
  - Tour de Colombie espoirs
  - 9e du Tour de l'Avenir
- 1986
  - 3e du Clásico RCN[2]
- 1988
  - 2e du Tour de Murcie
- 1990
  - Vuelta al Valle del Cauca
- 1992
  - 7e étape du Critérium du Dauphiné libéré[3]
  - 2e du Tour des vallées minières

## Résultats sur lesgrands tours

### Tour de France
3 participations.
- 1989 : 25e du classement général.
- 1990 : 16e du classement général.
- 1992 : non partant au matin de la 12e étape.

### Tour d'Espagne
5 participations.
- 1988 : 12e du classement général.
- 1989 : 30e du classement général.
- 1990 : 39e du classement général.
- 1991 : 69e du classement général.
- 1992 : 17e du classement général.

### Tour d'Italie
1 participation.
- 1988 : abandon lors de la 12e étape.

## Résultats sur les championnats

### Jeux olympiques

#### Piste
Course aux points
1 participation.
- 1984 : 15e au classement final[5].

Poursuite individuelle
1 participation.
- 1984 : Éliminé au tour qualificatif (23e temps des participants)[6].

### Championnats du monde professionnels

#### Route
Course en ligne
3 participations.
- 1987 : Abandon.
- 1989 : Abandon.
- 1991 : 22e au classement final.